# Vib-Ripple
Vib-Ripple (ビ ブ リ ッ プ ル Viburippuru?) Es un videojuego para la consola PlayStation 2 creado por Masaya Matsuura y su estudio NanaOn-Sha. Es la secuela del juego de 1999 PlayStation Vib Ribbon. Fue lanzado en Japón en 2004, pero nunca llegó a publicar en otros mercados.
Vib-Ripple es notable por permitir al jugador para importar fotografías para ser utilizados como campo de juego del juego.

## Como jugar
El jugador toma el control de Vibri, La conejo simple, en forma de vectores de predecesor del juego Vib Ribbon. El juego pone al jugador en la parte superior de varias fotografías, el uso de cada uno como trampolín. Saltando en una fotografía afloja elementos 2D llamados "Personajes Peta", que Vibri debe reunir antes de que expire el plazo. Un icono en la parte izquierda de la pantalla le da al jugador una idea de lo que parte de la fotografía para saltar en encontrar el artículo; el icono de color, forma, y tamaño se corresponde con una cierta combinación de los tres de la fotografía. Cuando Vibri es lo suficientemente cerca del objeto, un sonido de tambores se hace y el controlador vibra. Aparte del tiempo límite, Vibri debe evitar criaturas llamadas "Boonchies" que habitan en la superficie del cuadro. Al entrar en contacto con un Boonchie causará Vibri para de-evolucionar de un conejo, a una rana, un gusano, y causando finalmente un juego. Sin embargo, es posible que Vibri a evolucionar hacia una forma llamada "Super Vibri", que permite al jugador para desactivar temporalmente una Boonchie, así como ver Caracteres Peta ocultos.
Vib-Ripple cuenta con 60 fotografías por defecto. El jugador puede crear sus propios escenarios por subir sus propias fotografías de una cámara digital o teléfono móvil a través del puerto USB de la PlayStation 2, o incluso enviar fotos a través de la red en línea del sistema. El juego escala automáticamente fotografías a 200 por 200 píxeles

## Secuelas
- Mojib-Ribbon (2003)
- Vib-Ribbon (1999)

- Datos: Q7924563